# Yngve Rasmussen

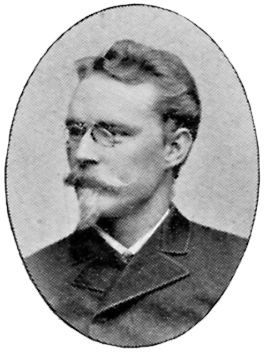
Yngve Rasmussen

Yngve Sigurd Isidor Rasmussen, född 14 december 1860 i Göteborg, död 19 mars 1923 i Göteborgs Annedals församling, var en svensk arkitekt. Han var bror till konstnären Thorvald Rasmussen och gift med lärarinnan Hedvig "Hedda" Key (syster till Ellen Key).

## Liv och verk
Efter studentexamen i Göteborg studerade vid Kungliga Tekniska Högskolan i Stockholm 1882–1886 och vid Kungliga akademien för de fria konsterna 1886–1887. Han återvände sedan till Göteborg där han drev egen verksamhet, tidvis tillsammans med Hans Hedlund. Han undervisade vid Slöjdföreningens skola i Göteborg 1888–1903 och 1909–1919.
Rasmussen var verksam som arkitekt vid flera av landets enskilda järnvägar. Han var känd för att skapa regionalt anpassade stationshus i tidens jugend och nationalromantiska stilar. Han ritade stationshus för bland annat Göteborg-Särö Järnväg, Kil-Fryksdalens järnväg, Göteborg-Borås järnväg och Sävsjöström-Nässjö Järnväg.
Makarna Rasmussen är begravda på Östra kyrkogården i Göteborg.

## Verk

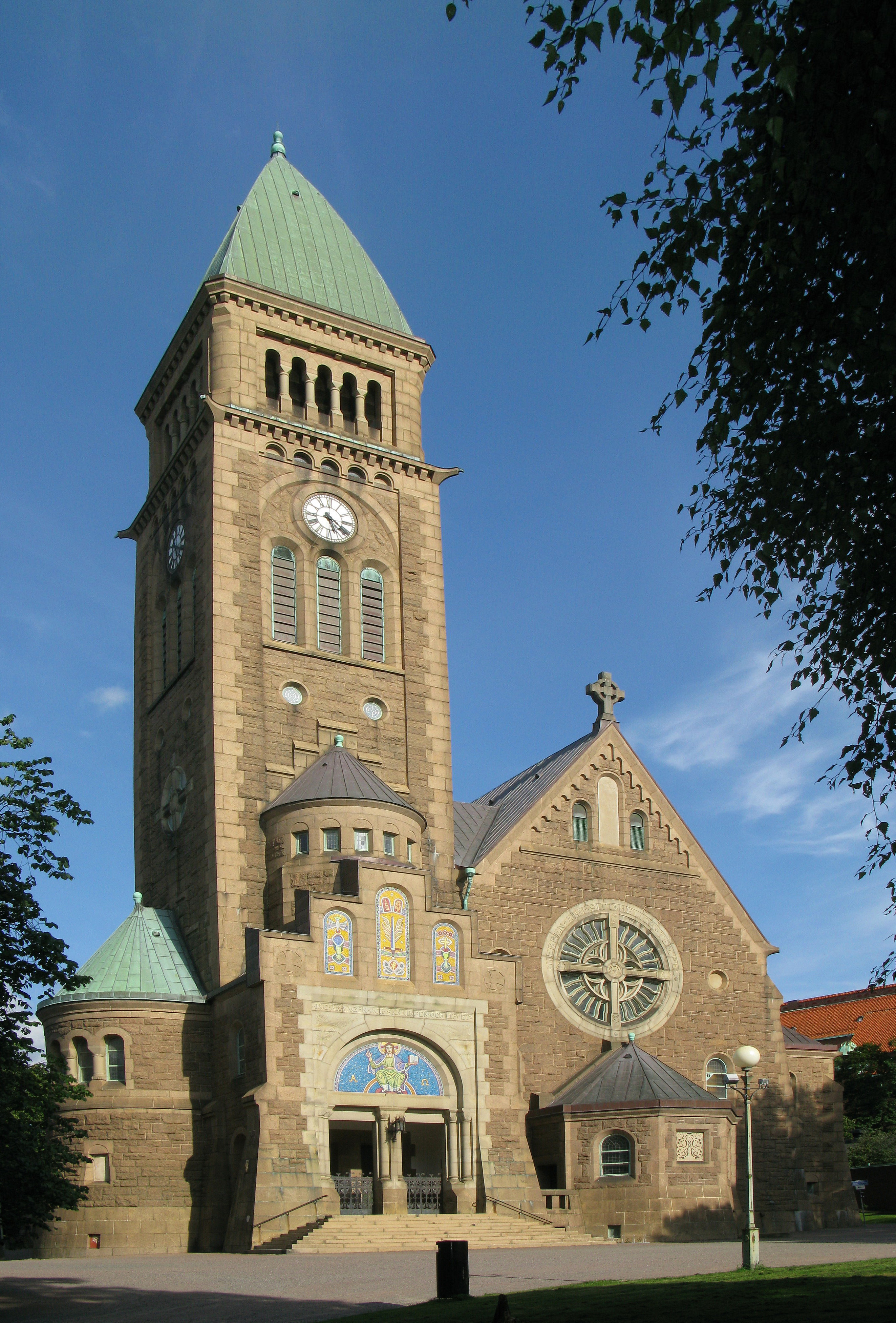
Vasakyrkan

- Försäkringsbolaget Sveas hus, Västra Hamngatan 3, Göteborg, tillsammans med Hans Hedlund (bearbetningar av Adolf Emil Melanders ritningar), 1887–1889.
- Gerlachska huset, Varberg, 1887–1891, tillsammans med Hans Hedlund, (rivet 1977).
- Tomtehuset, Göteborg 1890, tillsammans med Hans Hedlund.
- En tegelvilla i Trelleborg 1891, tillsammans med Hans Hedlund.[4]
- Wilsonska flygeln i Göteborgs stadsmuseum, 1891.
- Ludvig Nobels bostadshus i Baku.
- Gravkapellet över John Ericsson (på Filipstads nya kyrkogård) (tillsammans med Hans Hedlund), 1895.
- Drottninggatan 6 i Göteborg, komplett ombyggnad av äldre hus
- Sockeln till John Ericssons staty vid Kungsportsavenyen i Göteborg, 1899.
- Ånässkolan, Falkgatan 8 i stadsdelen Olskroken i Göteborg, 1903.
- Villa Vårhäll, Rasmussens privatbostad, Malevik, Kungsbacka, 1903–1906.
- Östra realskolan, Stampgatan 13, Göteborg, 1906, sedan 1969 Göteborgs högre samskola.
- Vasakyrkan, Göteborg, 1905–1909.
- Vasabron, Göteborg, 1906–1907.
- Hindås station, Göteborg-Borås järnväg, 1907.
- S:t Matteus kapell, Västra kyrkogården, Göteborg, 1908.[5] Den 28 september 1909 brann byggnaden ner, men byggdes upp igen.
- Hultafors station, Göteborg-Borås järnväg, 1909.
- Strand, Ellen Keys villa på Omberg i Östergötland, 1910–1911.
- Eds station, Dals-Eds kommun, 1910-1912.[6]
- Hagenskolan, Hagens Kapellväg 1 i Göteborg, 1913..
- Varshults station vid Sävsjöström-Nässjö Järnväg, 1914.
- Korsberga station (då Österkorsberga) vid Sävsjöström-Nässjö Järnväg, 1914.
- Sunne stationshus, 1915.
- Hagens kapell, Hagens Kapellväg 10, 1917, men kapellet brann ned och byggdes upp och invigdes på nytt den 27 april 1919. Från 1964 Älvsborgs kyrka.

## Bildgalleri

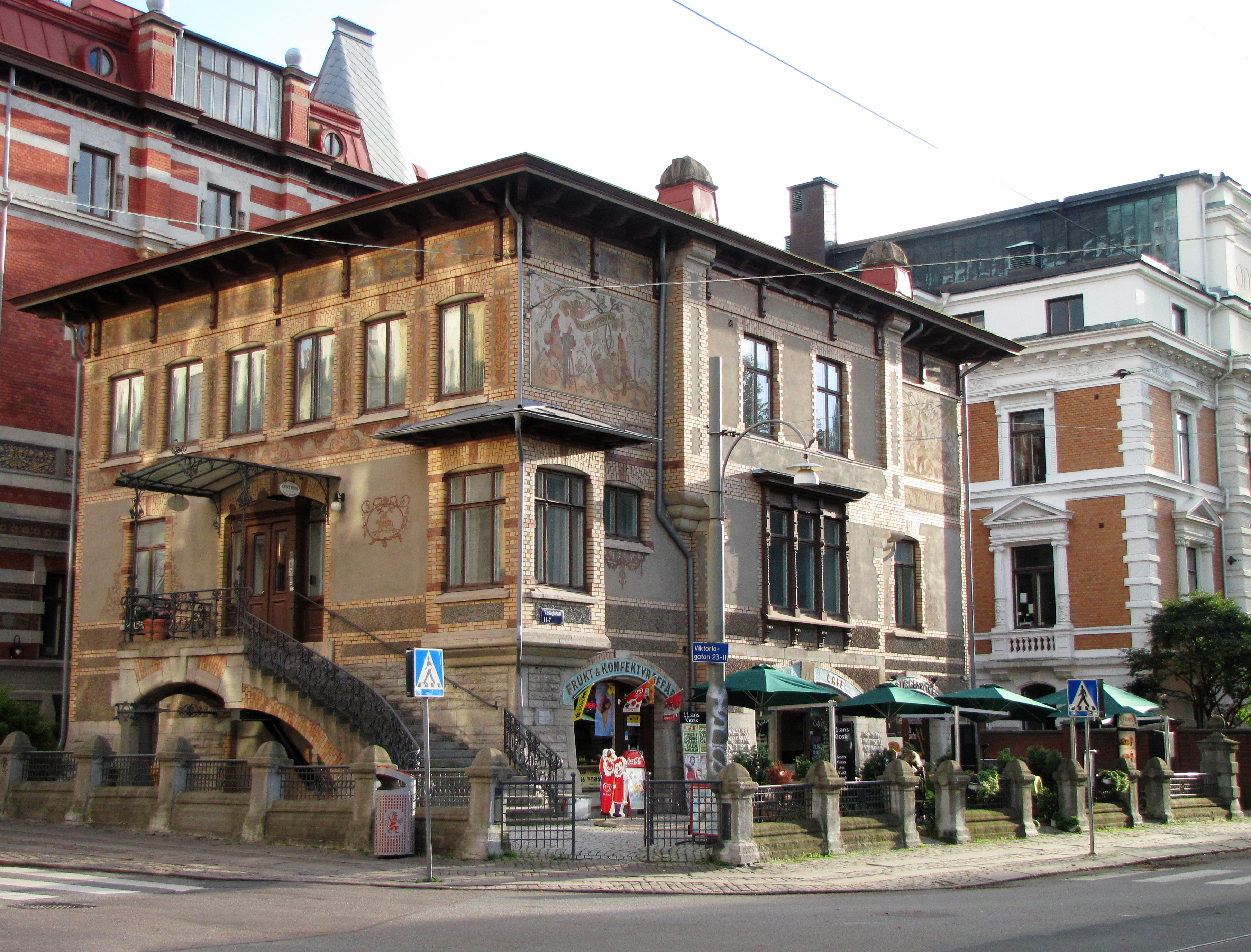
Tomtehuset
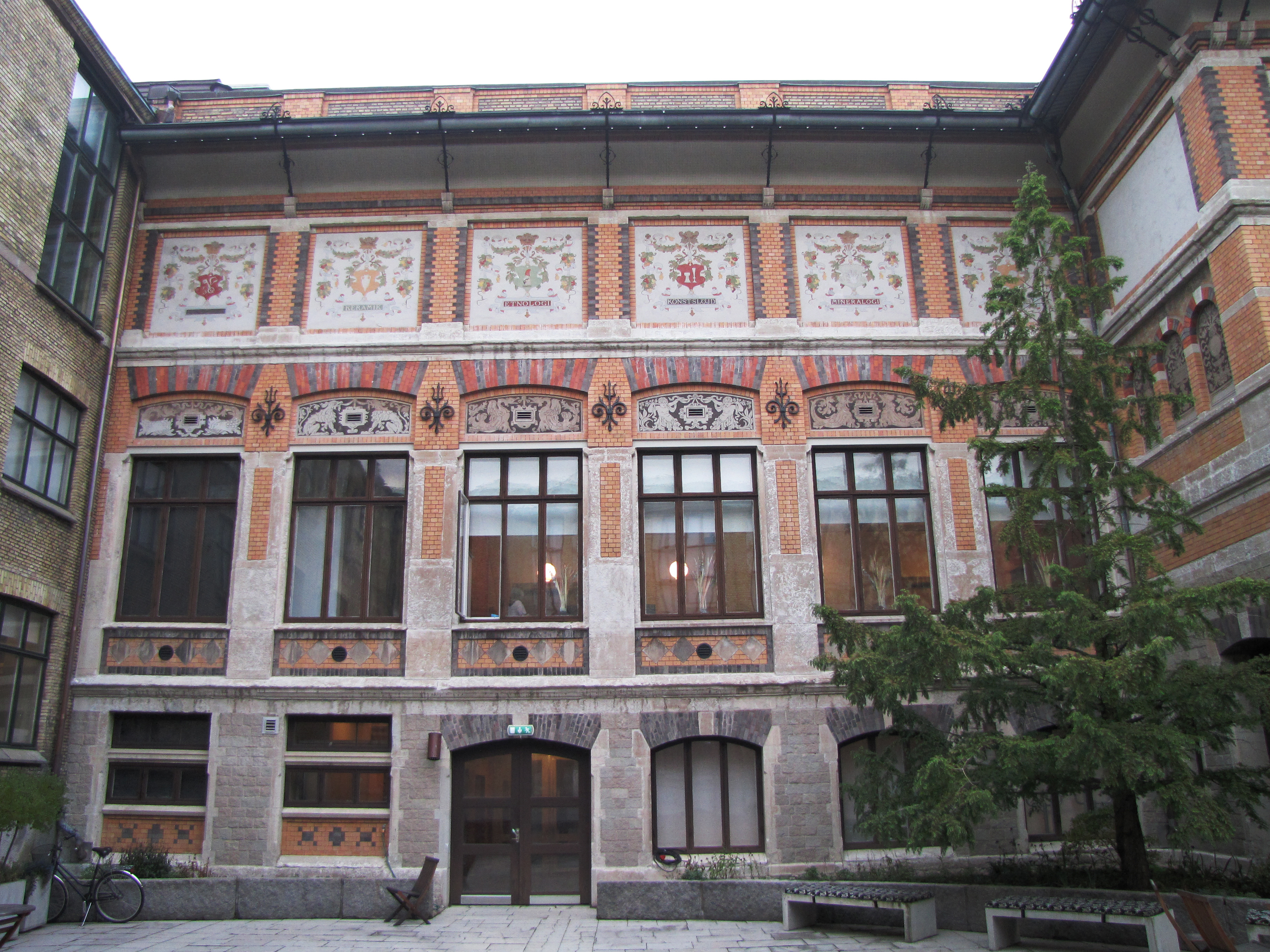
Wilsonska flygeln
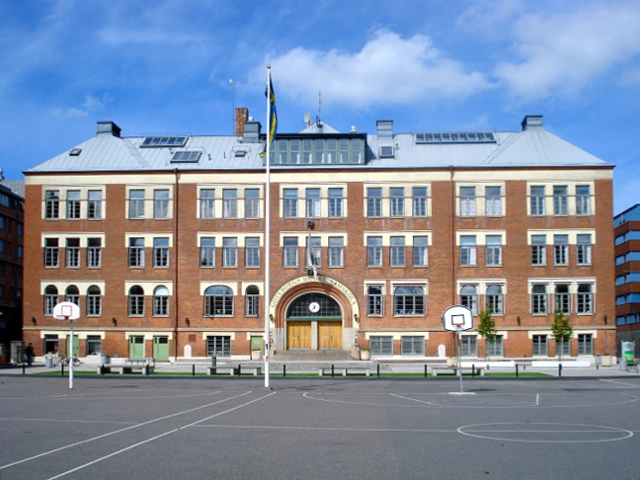
Göteborgs högre samskola, byggd som Östra realläroverket
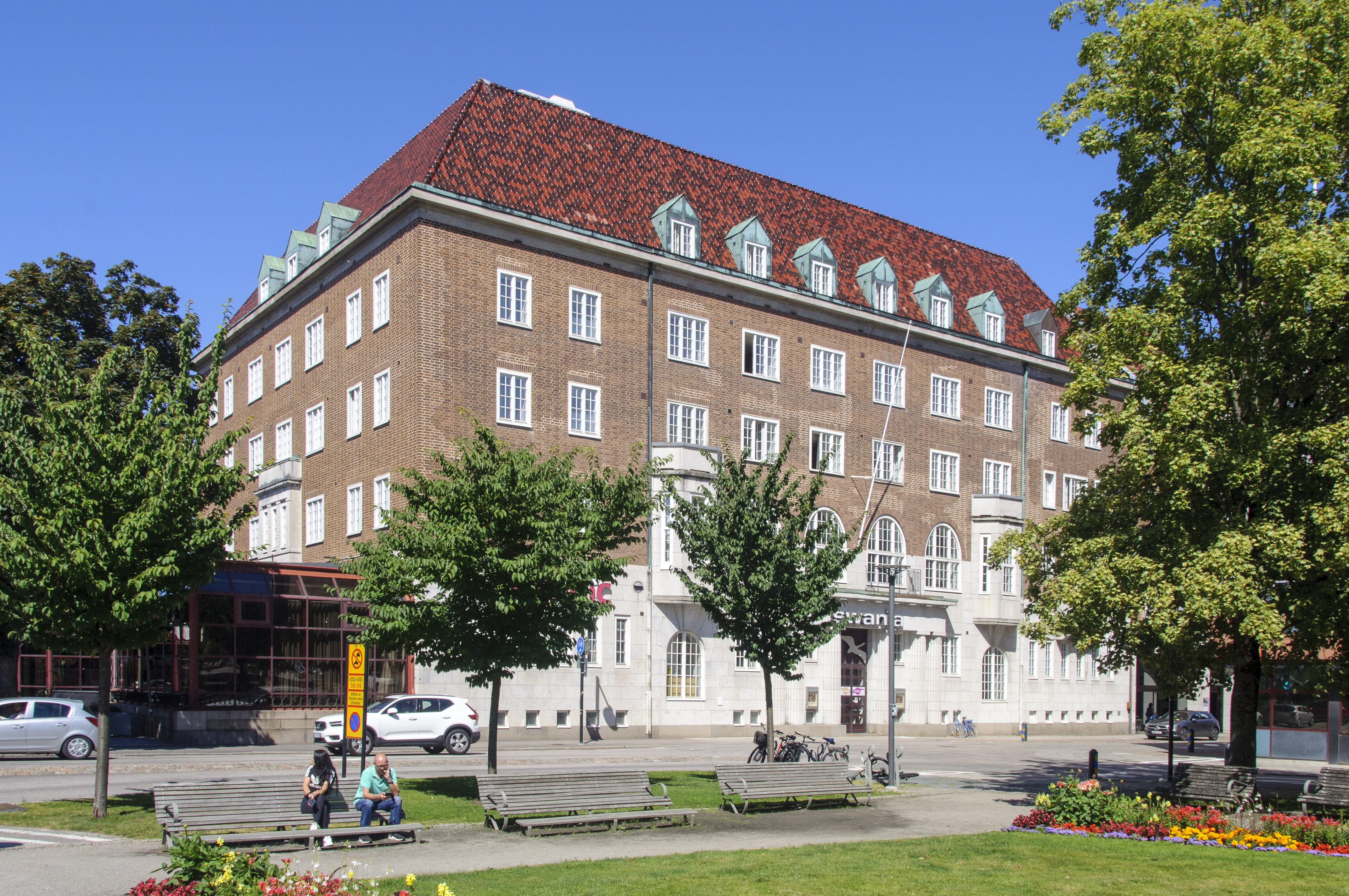
Trollhättans stadshus
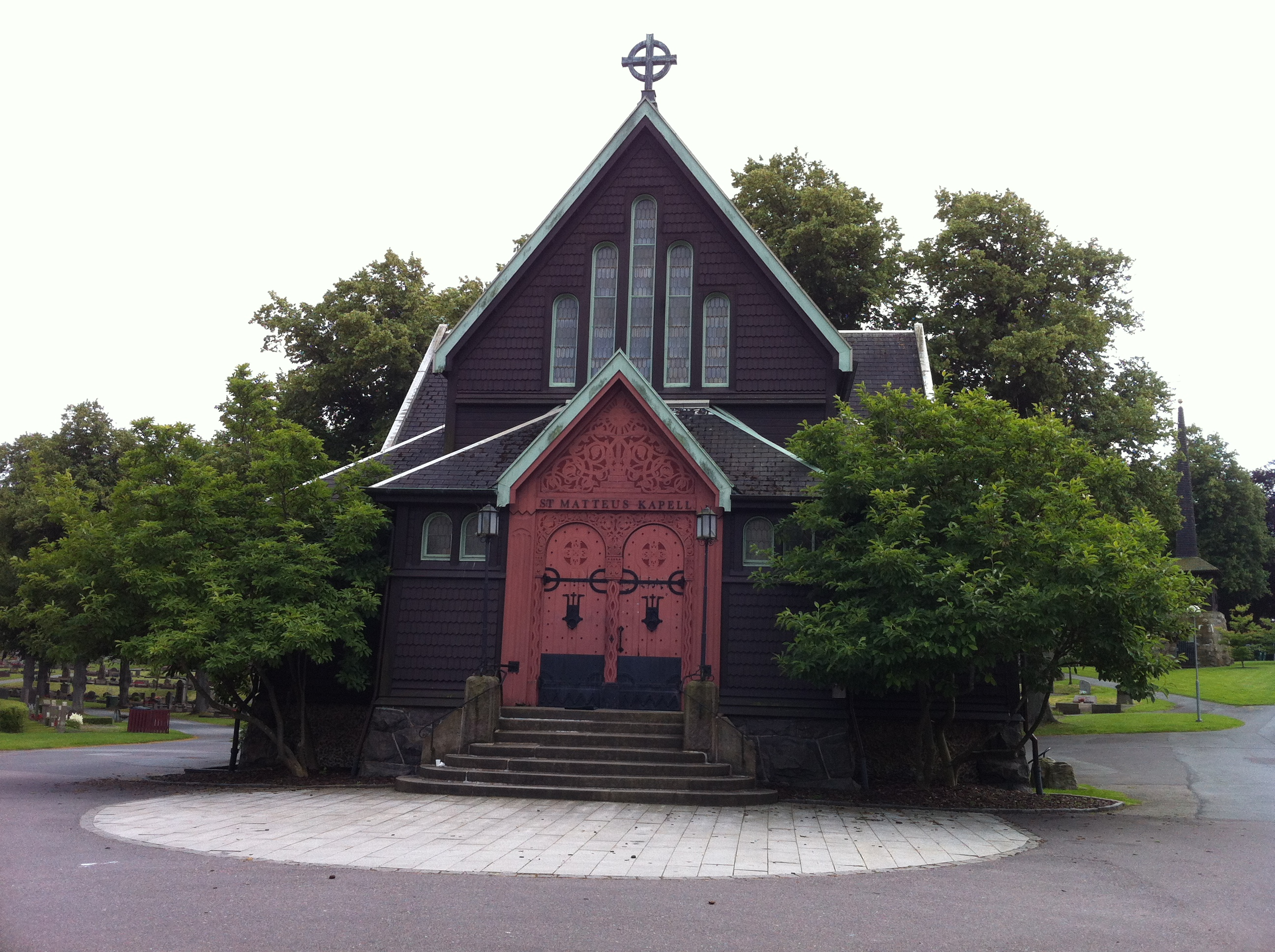
S:t Matteus kapell
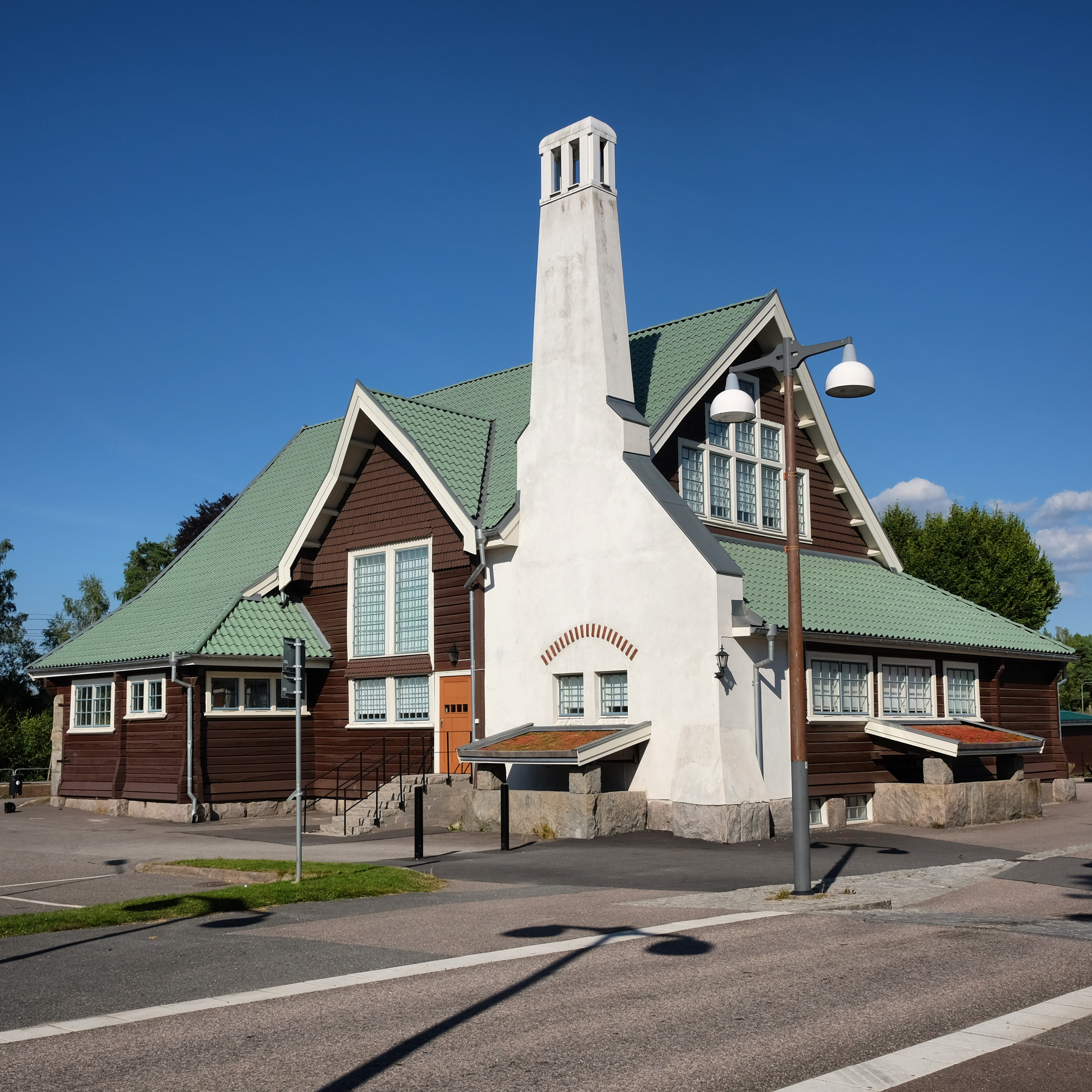
Hindås station
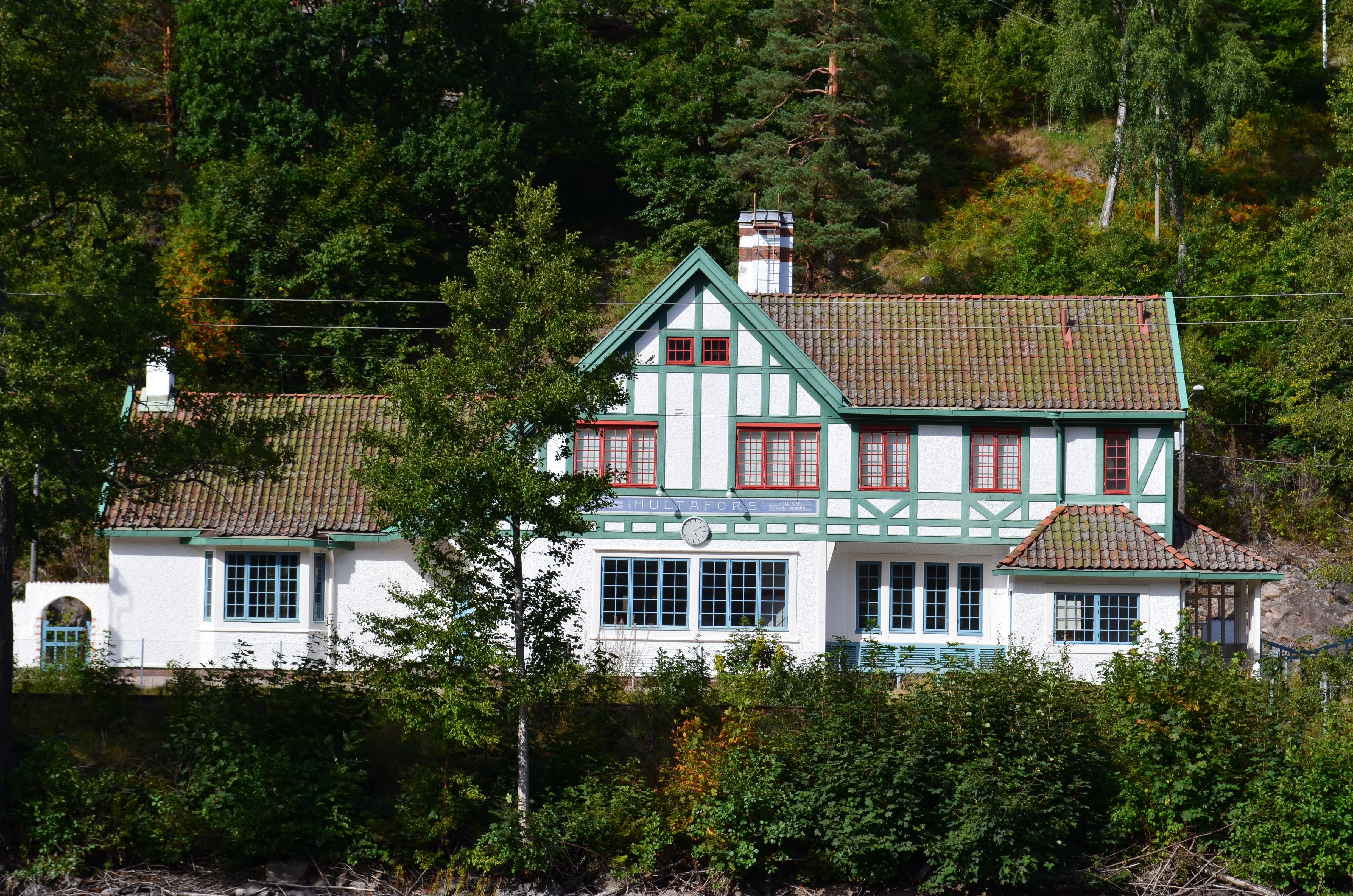
Hultafors station
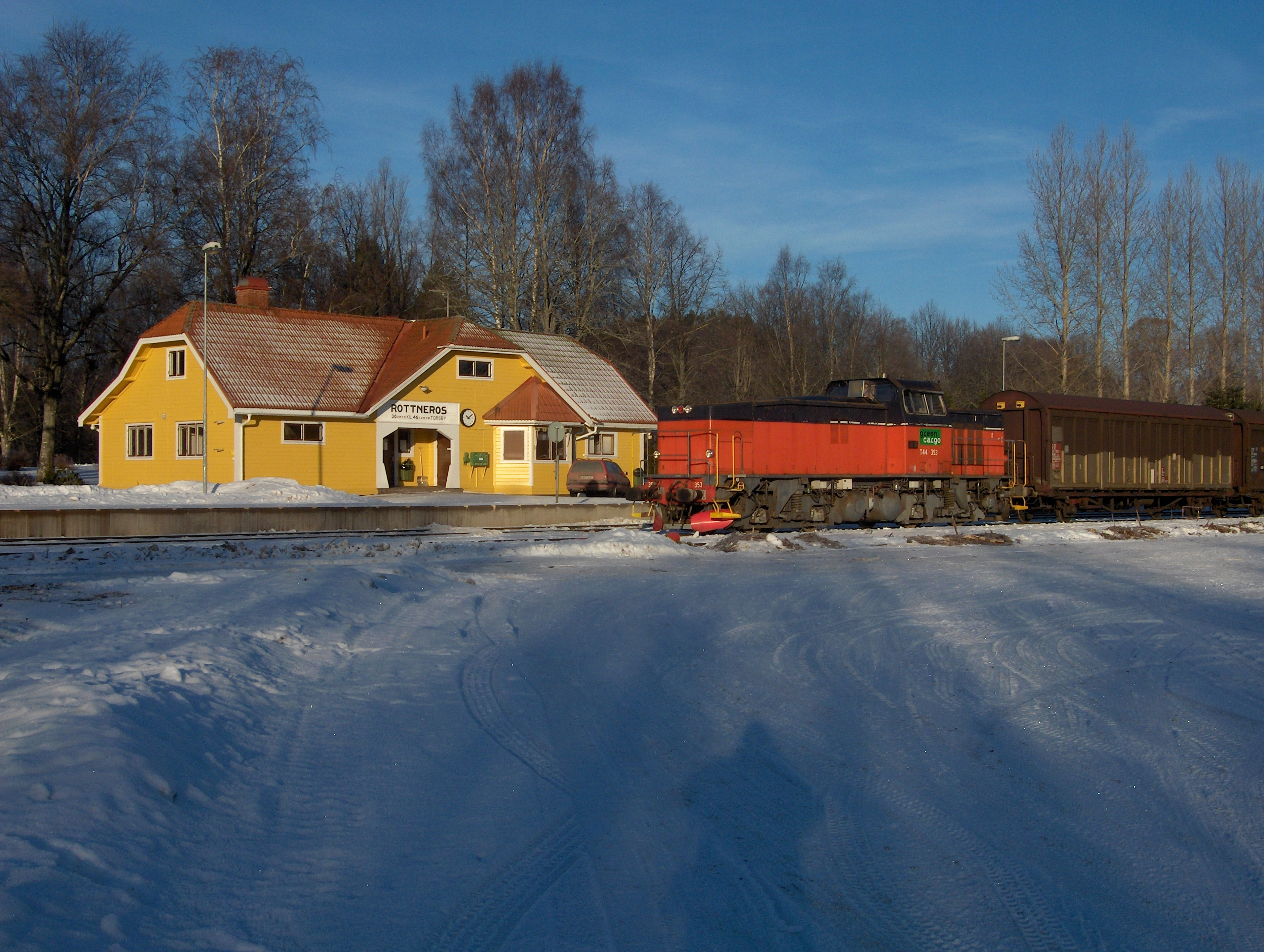
Rottneros station